# Sing-box
sing-box是开发的自由且开源的通用代理工具，主要使用Go语言开发，并以GNU通用公共许可证3.0释出。该软件常被用於与用户所在地不同的VPS以突破連線限制。

### 特性
sing-box支持多种代理协议，包括Shadowsocks、Trojan、VMess、VLESS、ShadowTLS、Hysteria2、TUIC和Naive等。

### 图形界面客户端
由 Project S 维护
- sing-box for Android

- sing-box for Apple platforms

由 GUI for Cores 维护
- GUI.for.SingBox